# Casa van Eetvelde
La casa Van Eetvelde es un espléndido palacete de estilo modernista en los números (2-4 de la avenida Palmerston en Bruselas) concebido por el arquitecto Victor Horta en dos etapas, en la esquina de la plaza María Luisa y la avenida Palmerston. 
Edmond Van Eetvelde, Secretario General para el Estado independiente del Congo, recurrió a Victor Horta para materializar su éxito social en la piedra, y para permitirle organizar recepciones en una residencia conveniente, y de estilo innovador. Tengamos en cuenta por otra parte que Leopoldo II había comprendido perfectamente que el Modernismo se adaptaba de forma ideal a poner en valor los materiales del Congo, como maderas preciosas, marfil, etc. Esta es una de las razones para las cuales este estilo fue preponderante en la decoración de la sección colonial de la exposición internacional de 1897, instalada en Tervueren. 
La vistosa fachada de los n° 4 y 6 y su estructura metálica se remontan a 1895. El arquitecto se revela especialmente innovador, al igual que en los espacios interiores organizados en torno a una vidriera que baña de una suave claridad las zonas de recepción de un refinamiento extremo. Vidrieras que toman formas vegetales vienen a prolongar el movimiento de las columnas metálicas que soportan la vidriera; las columnas podrían vincularse con troncos de los cuales nacería el follaje de las vidrieras. En origen, el suelo del vestíbulo situado bajo esta vidriera llevaba incluso losas esmaltadas que mejoraban la iluminación de los rincones. Dentro del edificio, Victor Horta creó espacios flexibles por medio de divisiones correderas. El decorado de la fachada es muy sobrio, aunque los motivos en mosaico se complican según se van elevando. Los dinteles rectos de las puertas-ventana del último piso soportan directamente la cornisa, adornada por numerosas consolas. Horta utiliza una estructura metálica imponente que se despliega para soportar los pisos que tienen un ligero saledizo (las consolas), o para encuadrar las ventanas con dinteles ligeramente arqueados.
Da muestras de vanguardismo puesto que esta clase de estructura portadora se utiliza por primera vez en el marco de una casa privada. Además, tiene la voluntad de romper sutilmente la organización de la fachada concebida simétricamente, como era normal antes; la puerta de entrada se desplaza a un extremo de la fachada. 
Realizada tres años más tarde, la ampliación de la esquina (n° 2) se reconocen fácilmente por su fachada en piedra cuidadosamente cortada. Estaba destinada a añadir un despacho y una sala de billar a la residencia principal, con la que estas partes se comunicaban. Para el resto, incluía también apartamentos. Su estilo se adorna más y recuerda la propia casa de Horta que acaba de terminar en la calle Americana a Saint-Gilles. Tanto la puerta de entrada como los marcos de las ventanas llevan la marca de su preocupación por la variedad y la sensualidad de las líneas talladas en la piedra. Los revestimientos de madera de la oficina, en caoba clara del Congo y coral según los deseos de su comanditario forman uno de los más bonitos decorados aún existentes, debido al arquitecto. 
En el año 2000, la casa Van Eetvelde se inscribió junto con otras tres construcciones principales de Horta en la lista del Patrimonio de la Humanidad de la Unesco.